# Pantsjarevo
Pantsjarevo (Bulgaars: Панчарево), soms ook geschreven als Pančarevo, is een dorp en een van de 24 districten van Sofia. Met een oppervlakte van  407 km² is het qua oppervlakte het grootste district. Er woonden begin 2011 slechts 28.586 mensen, waardoor de bevolkingsdichtheid uitkomt op zo’n 70 inwoners per vierkante kilometer. Het administratieve bestuur is het dorp Pantsjarevo en ligt 12 kilometer ten zuidwesten van de stad Sofia. In het dorp Pantsjarevo woonden er op 31 december 2018 zo'n 3.209 inwoners.

## Bestuur

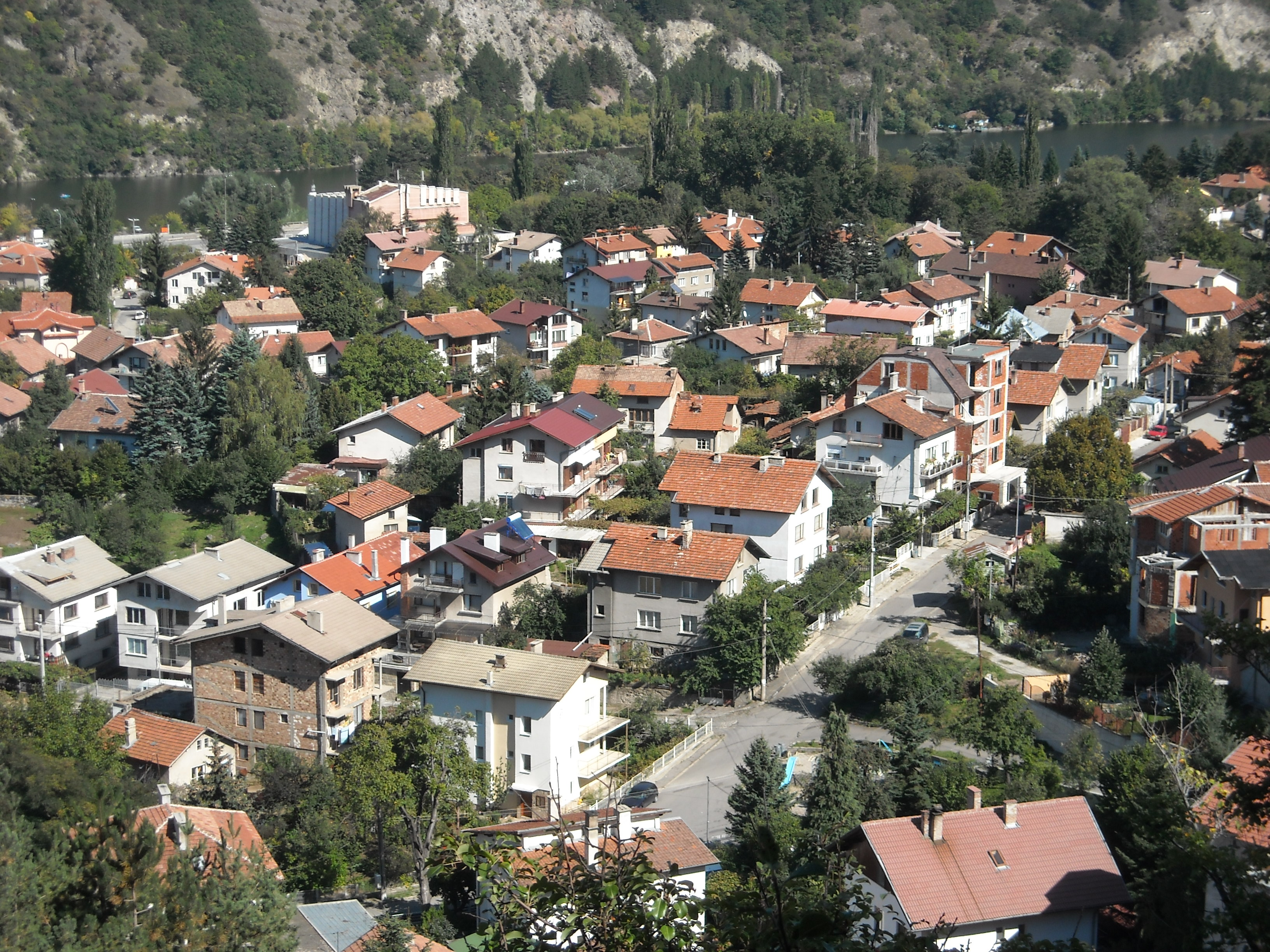
Uitzicht op het dorp Pantsjarevo

Het administratieve bestuur van het district Pantsjarevo is het gelijknamig dorp Pantsjarevo. Verder bevinden zich 9 andere dorpen in het district, waarvan Lozen het grootste is in Sofia en zelfs in heel Bulgarije. De inwonersaantallen zijn van 31 december 2018.
| - Bistritsa (5.118 inwoners) - German (2.651 inwoners) - Kazitsjene (4.575 inwoners) - Kokaljane (1.941 inwoners) - Krivina (1.367 inwoners) | - Lozen (6.188 inwoners) - Pantsjarevo (3.209 inwoners) - Pasarel (onbekend) - Plana (81 inwoners) - Zjeleznitsa (1.663 inwoners) |